# Vimisørisk
Vimisørisk (wymysiöeryś) er et stærkt truet vestgermansk sprog, som i 2006 kun blev talt af 70 mennesker i Wilamowice, Polen. Sproget skrives med det polske alfabet. 
Fader vor på vimisørisk:
 Ynzer Foter, dü byst ym hymuł,
Daj noma zuł zajn gywajt;
Daj  Kyngrajch zuł dö kuma;
Daj wyła zuł zajn ym hymuł an uf der aot;
dos ynzer gywynłichys brut gao yns haojt;
an fercaj yns ynzer siułda,
wi wir aoj fercajn y ynzyn siułdigia;
ny łat yns cyn zynda;
zunder kaonst yns reta fum nistgüta.
[Do  Dajs  ej z  Kyngrajch an dy maocht, ans łaowa uf inda.]
Amen

| Sprog | Spire Denne artikel om sprog er en spire som bør udbygges. Du er velkommen til at hjælpe Wikipedia ved at udvide den. |